# Leo Persson
Kurt Leonard "Leo" Persson, född 29 juni 1942 i Hållbovallen, Älvdalens kommun, är en svensk telearbetare och socialdemokratisk politiker, som mellan 1985 och 1998 var riksdagsledamot för Kopparbergs läns valkrets.